# Куей
Окръг Куей (на английски: Quay County) е окръг в щата Ню Мексико, Съединени американски щати. Площта му е 7464 km², а населението – 8306 души (2017). Административен център е град Тукумкари.